# La vie est magnifique
Pour plus de détails, voir Fiche technique et Distribution.
La vie est magnifique est un film français réalisé par Maurice Cloche, sorti en 1939.

## Fiche technique
- Titre : La vie est magnifique
- Réalisation : Maurice Cloche
- Scénario : Maurice Cloche, d'après le roman Belle Jeunesse de Marcelle Vioux
- Décors : Jean Bijon
- Photographie : Roger Hubert
- Son : Robert Ivonnet
- Musique : Wal-Berg
- Montage : Kyra Bijon
- Directeur de production : Vladimir Zederbaum
- Pays d'origine :  France
- Format :  Son mono - Noir et blanc
- Genre : Comédie dramatique
- Durée : 84 min
- Date de sortie : France - 9 mars 1939

## Distribution
- Jean Servais : Paul Martin
- Germaine Dermoz : Mme Valard
- Jean Daurand : Maurice Larquillat
- Gilberte Clair : Josette Simonnot
- Katia Lova : Marie-France Valard
- Roger Bontemps : Jean
- Robert Lynen : Alain
- Hélène Dassonville : Reine
- Germaine Stainval